# Dropstone

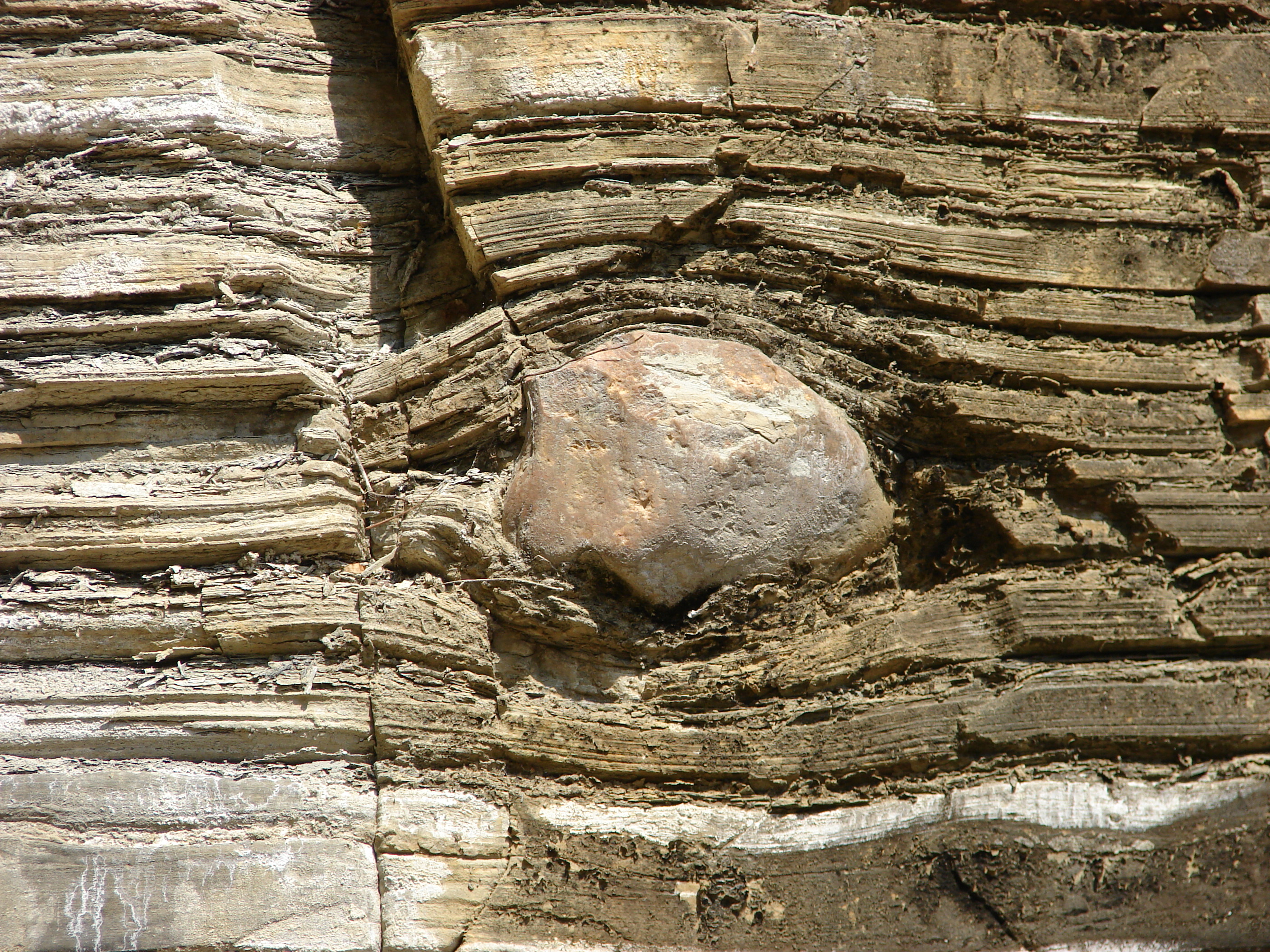
Kwartsitische dropstone, Itu, Brazilië.

Een dropstone (Engels: to drop = vallen; stone = steen) is een alleenstaande klast met de grootte van een grindkorrel tot blok, in een verder fijnkorrelig sedimentair gesteente. Dropstones worden niet door transport over de meer- of zeebodem, maar door een verticale val door het water afgezet.
Kenmerkend voor dropstones zijn verder structuren in de omringende sedimentlagen. Aan de onderzijde is vaak een depressie in de laagjes te vinden, veroorzaakt door de inslag van de dropstone. Aan de zijkant is sediment tegen de steen aan opgehoopt. Bovenliggende lagen liggen zonder onderbrekingen over de dropstone heen. Al deze structuren zijn in fijner sediment meestal beter te onderscheiden.

## Ontstaan
De belangrijkste manier waarop dropstones ontstaan is door transport door gletsjers, ijsplateaus en ijsbergen, die vervolgens smelten waarna de steen door het water naar de zeebodem zinkt. Er zijn echter meer sedimentatieprocessen waaraan dropstones zijn toegeschreven.

### Glaciale dropstones
Gletsjers nemen tijdens het stromen gesteentefragmenten uit de ondergrond op en worden vaak door puin bedekt. Wanneer een ijskap tot aan de zee loopt, kalven de gletsjers daar af. De grote drijvende stukken worden ijsbergen genoemd. IJsbergen kunnen ver drijven voor ze smelten, en gedurende hun drift verliezen ze de fragmenten die ze meedragen. Omdat de bodem van de diepzee een omgeving is waar zeer weinig stroming voorkomt, is het sediment dat hier wordt afgezet zeer fijn. Een groot blok als een dropstone is daarom des te opvallender. Op vergelijkbare wijze kunnen dropstones op kleinere schaal in gletsjermeren en proglaciale meren in het fijne sediment terechtkomen wanneer stukken van de gletsjer afkalven.
Het voorkomen van dropstones in sedimentair gesteente wordt door geologen gebruikt als bewijs voor het bestaan van ijskappen in de tijd waarin het gesteente vormde. Zo zijn dropstones in Neoproterozoïsche sedimenten als bewijs gebruikt voor de Snowball Earths van dat tijdperk.
Dropstones worden net als zwerfstenen door ijs afgezet, maar in tegenstelling tot zwerfstenen vindt de afzetting van dropstones plaats in het water. Zwerfstenen bevinden zich altijd in glaciale till, terwijl dropstones kenmerkend in diep mariene of lacustrien sedimenten liggen.

### Vulkanische dropstones
Bij vulkaanuitbarstingen kunnen brokstukken zoals vulkanische bommen kilometers ver weggeslingerd worden. Als ze in een meer of de zee terechtkomen, zinken ze naar de bodem om als dropstones in het sediment terecht te komen.
Deze soort dropstones is relatief zeer zeldzaam. De meeste explosieve vulkanen bevinden zich op het land, zodat het weinig voorkomt dat een vulkanische bom ver van de kust af in zee terechtkomt, waar fijnkorrelig sediment afgezet wordt. Slechts bij de grotere uitbarstingen is dit mogelijk.

### Andere mogelijkheden
Wellicht kunnen dropstones ook door troebelingsstromen over de oceaanbodem worden afgezet in turbidieten. In de buurt van Jamaica zijn grote dropstones in Eocene mariene sedimenten gevonden, hoewel dit eiland in die tijd niet door gletsjers werd bedekt. Hoewel deze dropstones aan troebelingsstromen toegeschreven worden, zijn er geen andere sporen van zulke processen in de omgeving gevonden.
Een andere alternatieve mogelijkheid is dat stenen grote stukken de oceaan op meegenomen worden in stukken drijvend hout of plantenmassa's. Zulke stukken van planten kunnen bij overstromingen van rivieren meegenomen worden en in zee terechtkomen. Wanneer de plantenmassa verrot of zinkt, kunnen de stenen losraken en naar de zeebodem zinken. In de omgeving van op zulke wijze ontstane dropstones zijn vaak plantenresten te vinden. Ten slotte bestaat nog de mogelijkheid, dat grotere zeedieren de stenen in hun maag meenemen.